# Sioni (Qazbegi)
Sioni (georgiska: სიონი) är en ort i Georgien. Den ligger i den nordöstra delen av landet, 100 km norr om huvudstaden Tbilisi, i distriktet Qazbegi och regionen Mtscheta-Mtianeti. Sioni ligger 1 861 meter över havet och antalet invånare var 325 år 2014.